# Enta-idell
Enta-idell är en ö i Eritrea. Den ligger i den nordöstra delen av landet, 130 km nordost om huvudstaden Asmara.